# Bela ovčica
Bela ovčica (znanstveno ime Lithognathus lithognathus) je vrsta rib iz družine šparov, ki je endemična v Južni Afriki in zraste do 1 m v dolžino.